# Fabijan
Sveti Fabijan (Fabianus; okolica Rima, oko 200. – Rim, 20. siječnja 250.), rodnoga imena Flavius (Flavije), papa od 10. siječnja 236. do 20. siječnja 250. i svetac. Spomendan mu je 20. siječnja, zajedno sa sv. Sebastijanom.

## Životopis
Prema Euzebijevoj Povijesti Crkve o njemu se navodi, kako je Fabijan u Rim došao sasvim slučajno i to u vremenu izbora za novoga papu. Također se navodi, da je bio laik te da je živio na svom imanju izvan grada. Prema tradiciji, iznenada mu je na glavu sletjela bijela golubica, koja je već prije stalno lebdjela iznad iste, što je okupljenim kršćanima bio Božji znak te su Fabijana izabrali za papu. Za njegova pontifikata nije bilo progona kršćana. Tradicija mu pripisuje podjelu Rima na sedam područja. Na čelu svakoga područja bio je đakon kojeg je on imenovao. Otac mu se zvao Fabius. Postoji i tradicija koja kaže da je krstio cara Filipa arapskog i njegova sina. Poznat je po tome kako je slao misionare u Galiju, među kojima je bio i sv. Dioniz. Bio je blizak sa siromasima i ugroženima. 
Tradicija kaže da su se prvi imenovani klerici zvali inkardinati od čega će kasnije nastati naziv kardinali. Njih sedmorica činili su Sacro Collegio (Sveti Zbor), koji će vremenom prerasti u kardinalski zbor. Odveden je u zatvor te mu je mačem odrubljena glava početkom Decijevih progona kršćana. Dao je prenijeti relikvije sv. Poncijana iz Sardinije u Kalistove katakombe u Rim.
Pokopan je u Kalistovim katakombama.